# Tougué
Tougué är en prefekturhuvudort i Guinea.   Den ligger i prefekturen Tougué och regionen Labé, i den centrala delen av landet, 300 km nordost om huvudstaden Conakry. Tougué ligger 862 meter över havet och antalet invånare är 25 531.